# パク・キュチェ
パク・キュチェ（朴 圭彩、朝鮮語: 박규채、1938年12月15日 - 2023年7月1日）は、大韓民国の教授、声優、俳優。号は凡農（ポムノン、범농）。
1957年演劇俳優としてデビューし、1961年にMBC文化放送のラジオ放送特別採用で声優としてデビューした。翌年ソウル中央放送公開採用のタレントとして俳優としてデビューした。文化放送タレント室長、映画振興委員会委員長、培材大学校教授、韓南大学校教授などを歴任し評論家としても活動した。肺炎により85歳で死去した。